# Стандарты кодирования GNU
Стандарты кодирования GNU — это набор правил и рекомендаций для написания программ, совместимых с GNU. Стандарты кодирования GNU были написаны Ричардом Мэттью Столлманом и другими волонтерами проекта GNU. Документ стандарта является частью проекта GNU и доступен на web-сайте GNU. Таким образом он фокусируется на написании свободного программного обеспечения для GNU на языке C, большая часть которого может быть применена более широко. В частности, проект GNU поощряет своих участников, которые пытаются следовать стандартам независимо от того, написаны ли их программы на C или нет. Стиль форматирования кода C известен внутри движения свободного программного обеспечения, но, разумеется, каждый может следовать ему по-своему.

## Форматирование кода
Стандарты кодирования GNU точно определяют, как форматировать большинство конструкций языка программирования C. Здесь приведен характерный пример:
```
int

main
 
(
int
 
argc
,
 
char
 
*
argv
[])

{

  
struct
 
gizmo
 
foo
;

  
fetch_gizmo
 
(
&
foo
,
 
argv
[
1
]);

 
check
:

  
if
 
(
foo
.
type
 
==
 
MOOMIN
)

    
puts
 
(
"It's a moomin."
);

  
else
 
if
 
(
foo
.
bar
 
<
 
GIZMO_SNUFKIN_THRESHOLD
 
/
 
2

           
||
 
(
strcmp
 
(
foo
.
class_name
,
 
"snufkin"
)
 
==
 
0
)

               
&&
 
foo
.
bar
 
<
 
GIZMO_SNUFKIN_THRESHOLD
)

    
puts
 
(
"It's a snufkin."
);

  
else

    
{

      
char
 
*
barney
;
  
/* Pointer to the first character after

                        the last slash in the file name.  */

      
int
 
wilma
;
     
/* Approximate size of the universe.  */

      
int
 
fred
;
      
/* Max value of the `bar' field.  */

      
do

        
{

          
frobnicate
 
(
&
foo
,
 
GIZMO_SNUFKIN_THRESHOLD
,

                      
&
barney
,
 
&
wilma
,
 
&
fred
);

          
twiddle
 
(
&
foo
,
 
barney
,
 
wilma
 
+
 
fred
);

        
}

      
while
 
(
foo
.
bar
 
>=
 
GIZMO_SNUFKIN_THRESHOLD
);

      
store_size
 
(
wilma
);

      
goto
 
check
;

    
}

  
return
 
0
;

}

```

Последовательное структурированное расположение блоков операторов (с отступами) — отличительная черта форматирования в стиле GNU С; также как и обязательный пробел перед скобками. Во всём отформатированном коде по стилю GNU каждая закрывающая фигурная, круглая или квадратная скобки находятся на одинаковом отступе от начала экрана с соответствующими открывающими скобками.
Можно полагаться на GNU Emacs в вопросах форматирования кода в стиле GNU.

## Комментарии
Стандарты придают особое значение комментариям на английском языке:
Пожалуйста, пишите комментарии в программе GNU на английском, потому что английский является одним из языков, который понимают программисты практически во всех странах. Если Вы не владеете письменным английским в достаточной степени, пожалуйста, пишите комментарии на английском настолько хорошо, насколько у Вас это получается, затем попросите других людей помочь переписать их. Если Вы не можете писать комментарии на английском, пожалуйста, найдите кого-нибудь для работы с Вами и перевода Ваших комментариев на английский.
Комментарии должны состоять из завершенных, написанных прописными буквами предложений, перед которыми находятся два пробела (чтобы Emacs знал, где начинается одно и заканчивается другое предложение).
Для длинных или трудноразрешимых условных выражений препроцессора каждая из директив #else и #endif должны иметь комментарий, объясняющий условие для кода ниже (для #else) или выше (для #endif).

## Файлы
Стандарт требует, чтобы все программы были способны функционировать, когда /usr и /etc смонтированы на чтение. Поэтому файлы, которые модифицируются для внутренних целей (файлы для записи информации, файлы блокировок, временные файлы, и т. д.) не должны сохраняться в /usr или /etc. Исключение сделано для программ, в задачи которых входит обновление системных конфигурационных файлов в /etc. Другое исключение сделано для сохранения файлов в каталоге, когда пользователь явно просит модифицировать файл в нём.

## Портируемость
Стандарты оформления кода GNU ставят вопрос портирования таким образом: портируемость в мире Unix означает 'между Unix-системами'; в программе GNU эта разновидность портируемости желательна на высоком качестве, но не обязательна.
Согласно стандарту, портируемость программ очень ограничена, так как GNU программы спроектированы для компиляции одним GNU C компилятором, и для запуска только на одной системе GNU.
Существует другая проблема портирования: несмотря на тот факт, что программа должна запускаться на различных типах процессоров, стандарт говорит, что GNU не поддерживает и не будет поддерживать 16-битные системы, но поддержка всех различных 32- и 64-битных систем абсолютно необходима.

## Внешние ссылки
- Стандарты оформления кода GNU на сайт GNU
- Eclipse-специфичный стиль форматирования кода по GNU стандартам оформления кода